# Moldcell
«Moldcell» — оператор сотовой связи в Молдавии. Входит в группу CG Cell Technologies DAC. Работает в стандартах GSM и UMTS. Начал свою коммерческую деятельность в 2000 году. В настоящее время Moldcell имеет более 1 миллиона абонентов.

## История
28 апреля 2000 года компания Moldcell открыла свой первый офис продаж в Кишиневе. В этом же году, впервые в Молдове оператор внедрил услугу SMS для своих абонентов наряду с первым предоплаченным пакетом. Первый логотип компании представлял собой дружелюбного оленёнка, а первый слоган был «Вы нас ждали? Мы пришли!» 
В 2005 году компания Moldcell внедрила технологию EDGE.
Первый тарифный план, посвященный людям с нарушениями слуха, был запущен компанией Moldcell в 2006 году. В основе пакета Alocard Alternativ лежали текстовые сообщения и интернет услуги, а также специализированный отдел обслуживания клиентов.
В 2007 году Moldcell стал первым оператором Молдавии, внедрившим электронные платежи для своих клиентов. Менее чем через год 17 % из операций по пополнению счета осуществлялись посредством терминалов, а на конец 2014 года, доля таких платежей составляла 63 %.
Компания Moldcell запустила услуги 3G в 2008 году. В 2012 году стала первым оператором 4G.
В 2012 году Молдова стала восьмой страной в мире, внедрившей услугу мобильная подпись.
Коммуникационная платформа Moldcell «Рождённый в Молдове» была запущена в 2013 году, вместе с введением услуги портабельности номеров. Тогда же Moldcell впервые в Молдавии представил концепт пакета неограниченных национальных звонков.
В феврале 2020 года предыдущий владелец Moldcell, компания Telia, объявила о продаже 100% акций Moldcell компании CG Cell Technologies DAC, полностью принадлежащей CG Corp Global. Сделка была завершена 25 марта 2020 года, и CG Cell Technologies DAC теперь официально является новым владельцем Moldcell.

## Услуги
- Cartelă Moldcell — предоплаченные тарифные планы, к которым можно подключиться без заключения абонентского договора и без ежемесячной абонентской платы.
- Abonament Moldcell — тарифные планы, доступные при заключении абонентского договора.
- Moldcell Business — круглосуточный центр телефонного обслуживания для корпоративных клиентов.
- M-Club — программа скидок.

## 4G Internet ca lumea
Moldcell стал первым оператором в Молдавии, который запустил 4G услуги на коммерческой основе. Также есть возможность пользоваться мобильным телевидением HD, 3D телевидением, системой для видеоконференций и новые операционные системы: Android, iOS, Windows.
4G покрытие Moldcell доступно в более чем 30-ти населённых пунктах Молдовы, среди которых: Бельцы, Бубуечь, Селиштя Ноуэ, Каушаны, Чадыр Лунга, Кишинев, Кодру, Комрат, Крикова, Дрокия, Единцы, Фэлешть, Грэтиешть, Хынчешть, Яловены, Леова, Оргеев, Рышканы, Сороки, Ставчены, Стрэшень, Тараклия, Трушень, Унгены, Вулкэнешть. В следующих населённых пунктах на данный момент доступно частично покрытие 4G: Новачь, Кожушна, Буджеак, Мэгдэчешть, Порумбень, Хулбоака, Дурлешть и Думбрава.
| Технология                        | 3G         | 4G         |
| --------------------------------- | ---------- | ---------- |
| Скачивание файла в 20 МБ          | <1 минута  | <15 секунд |
| Скачивание видеоклипа в HD онлайн | <30 секунд | <5 секунд  |
| Просмотр видеоклипа на YouTube    | <10 секунд | <1 секунда |
| Загрузка фото на Facebook-е       | <10 секунд | <1 секунда |

## Деятельность
11 августа 2014 года Национальное агентство по регулированию в области электронных коммуникаций и информационных технологий (НАРЭКИТ) выдала компании Moldcell три лицензии на право использования свободных ресурсов радиочастотного спектра в полосах частот 800 МГц, 900 МГц и 1800 МГц, которые будут действовать в течение 15 лет. Инвестируя 25,5 миллионов евро в приобретение новых лицензий, группа TeliaSonera подтвердила своё долгосрочное намерение продолжать предоставлять высококачественные услуги абонентам из Молдовы.
С 2000 по 2014 год компания Moldcell вложила более 3,7 миллиарда молдавских леев в развитие телекоммуникационной инфраструктуры. В течение этого периода, компания выплатила более 1 миллиарда 254 миллионов леев в качестве налогов и государственных пошлин.
На конец 2014 года Moldcell получила самые высокие доходы (35,92 %) от предоставления услуги Internet Broadband (широкополосного доступа в Интернет).
Moldcell увеличил свой торговый оборот с 24,41 % в четвёртом квартале 2012 года, до 30,39 % на конец 2014 года.
В 2014 году Moldcell стал партнёром первой в Молдове лаборатории социальных инноваций MiLab.

## Покрытие 4G
4G покрытие Moldcell доступно в более тридцати населённых пунктах Молдовы.
Internet ca lumea 4G позволяет осуществлять передачу данных со скоростью до 150 Мбит/с (download) и 75 Мбит/с (upload).